# Саут-Коффівілл (Оклахома)
Саут-Коффівілл (англ. South Coffeyville) — місто (англ. town) в США, в окрузі Новата штату Оклахома. Населення — 683 особи (2020).

## Географія
Саут-Коффівілл розташований за координатами 36°59′36″ пн. ш. 95°37′19″ зх. д. / 36.99333° пн. ш. 95.62194° зх. д. (36.993382, -95.621929).  За даними Бюро перепису населення США в 2010 році місто мало площу 1,57 км², уся площа — суходіл.

## Демографія
Згідно з переписом 2010 року, у місті мешкало 785 осіб у 329 домогосподарствах у складі 216 родин. Густота населення становила 499 осіб/км².  Було 380 помешкань (241/км²).
Расовий склад населення:
| - 78,9 % — білих - 10,3 % — корінних американців - 0,6 % — чорних або афроамериканців |

До двох чи більше рас належало 9,8 %. Частка іспаномовних становила 2,4 % від усіх жителів.
За віковим діапазоном населення розподілялося таким чином: 25,6 % — особи молодші 18 років, 57,8 % — особи у віці 18—64 років, 16,6 % — особи у віці 65 років та старші. Медіана віку мешканця становила 39,5 року. На 100 осіб жіночої статі у місті припадало 94,3 чоловіків;  на 100 жінок у віці від 18 років та старших — 89,6 чоловіків також старших 18 років.
Середній дохід на одне домашнє господарство  становив 52 371 долар США (медіана — 42 500), а середній дохід на одну сім'ю — 63 085 доларів (медіана — 61 071). Медіана доходів становила 42 446 доларів для чоловіків та 33 295 доларів для жінок. За межею бідності перебувало 13,1 % осіб, у тому числі 10,9 % дітей у віці до 18 років та 19,2 % осіб у віці 65 років та старших.
Цивільне працевлаштоване населення становило 392 особи. Основні галузі зайнятості: виробництво — 23,5 %, освіта, охорона здоров'я та соціальна допомога — 19,9 %, мистецтво, розваги та відпочинок — 17,3 %, роздрібна торгівля — 15,3 %.